# Пини (Сијена)
Пини је насеље у Италији у округу Сијена, региону Тоскана.
Према процени из 2011. у насељу је живело 36 становника. Насеље се налази на надморској висини од 223 м.